# Olympische Sommerspiele 1992/Leichtathletik – Speerwurf (Frauen)

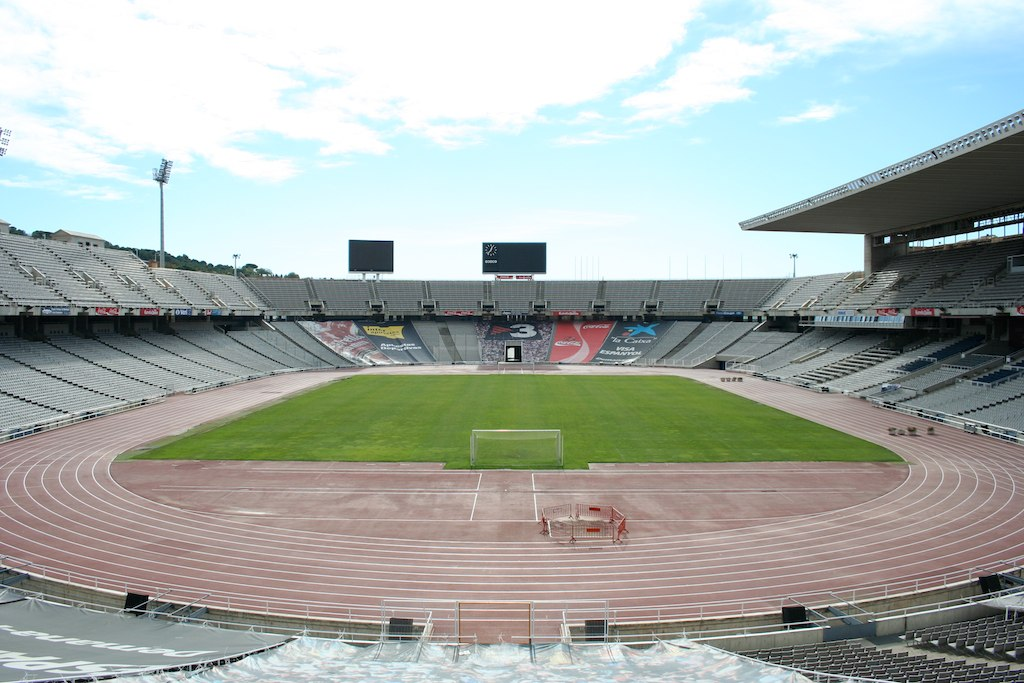
Das Olympiastadion von Barcelona im Jahr 2008

Der Speerwurf der Frauen bei den Olympischen Spielen 1992 in Barcelona wurde am 31. Juli und 1. August 1992 im Olympiastadion Barcelona ausgetragen. 25 Athletinnen nahmen teil.
Olympiasiegerin wurde die Deutsche Silke Renk vor der Belarussin Natallja Schykalenka, hier für das Vereinte Team am Start. Die Bronzemedaille gewann die Deutsche Karen Forkel.
Für Deutschland ging neben den Medaillengewinnerinnen Renk und Forkel Petra Meier an den Start. Die Olympiasiegerin von 1988, damals unter ihrem Mädchennamen Petra Felke für die DDR startend, erreichte ebenfalls das Finale und belegte Rang sieben.

Athletinnen aus der Schweiz, Österreich und Liechtenstein nahmen nicht teil.

## Aktuelle Titelträgerinnen
| Olympiasiegerin 1988                      | Petra Felke ( DDR)              | 74,68 m | Seoul 1988            |
| Weltmeisterin 1991                        | Xu Demei ( Volksrepublik China) | 68,78 m | Tokio 1991            |
| Europameisterin 1990                      | Päivi Alafrantti ( Finnland)    | 67,68 m | Split 1990            |
| Panamerikanische Meisterin 1991           | Dulce García ( Kuba)            | 64,78 m | Havanna 1991          |
| Zentralamerika und Karibik-Meisterin 1991 | Laverne Eve ( Bahamas)          | 47,60 m | Xalapa 1991           |
| Südamerika-Meisterin 1991                 | Marieta Riera ( Kolumbien)      | 57,40 m | Manaus 1991           |
| Asienmeisterin 1991                       | Xu Demei ( Volksrepublik China) | 59,84 m | Kuala Lumpur 1991     |
| Afrikameisterin 1992                      | Seraphine Nyauma ( Kenia)       | 53,02 m | Belle Vue Maurel 1992 |
| Ozeanienmeisterin 1990                    | Mereoni Vibose ( Fidschi)       | 48,70 m | Suva 1990             |

## Bestehende Rekorde
| Weltrekord         | 80,00 m | Petra Felke ( DDR) | Potsdam, DDR (heute Deutschland) | 9. September 1988  |
| Olympischer Rekord | 74,68 m | Petra Felke ( DDR) | Finale OS Seoul, Südkorea        | 26. September 1988 |

Der bestehende olympische Rekord wurde bei diesen Spielen nicht erreicht. Der weiteste Wurf gelang der deutschen Olympiasiegerin Silke Renk mit 68,34 m in ihrem sechsten Versuch im Finale. Damit blieb sie 6,34 m unter dem Olympia- und 11,66 m unter dem Weltrekord.

## Legende
Kurze Übersicht zur Bedeutung der Symbolik – so üblicherweise auch in sonstigen Veröffentlichungen verwendet:
| – | verzichtet |
| x | ungültig   |

## Qualifikation
Datum: 31. Juli 1992
Für die Qualifikation wurden die Werferinnen in zwei Gruppen gelost. Die Qualifikationsweite für den direkten Finaleinzug betrug 62,50 m. Da nur fünf Athletinnen diese Weite übertrafen (hellblau unterlegt), wurde das Finalfeld mit den nächstbesten Werferinnen beider Gruppen auf zwölf Teilnehmerinnen aufgefüllt (hellgrün unterlegt). So reichten für die Finalteilnahme schließlich 60,44 m.

### Gruppe A
18:00 Uhr
| Platz | Name                   | Nation              | 1. Versuch | 2. Versuch | 3. Versuch | Weite   |
| ----- | ---------------------- | ------------------- | ---------- | ---------- | ---------- | ------- |
| 1     | Trine Hattestad        | Norwegen            | 67,20 m    | –          | –          | 67,20 m |
| 2     | Donna Mayhew           | USA                 | 58,76 m    | 58,02 m    | 61,24 m    | 61,24 m |
| 3     | Kinga Zsigmond         | Ungarn              | 58,18 m    | 55,60 m    | 60,74 m    | 60,74 m |
| 4     | Tessa Sanderson        | Großbritannien      | 60,70 m    | x          | 53,20 m    | 60,70 m |
| 5     | Petra Meier            | Deutschland         | 60,58 m    | 59,42 m    | 57,40 m    | 60,58 m |
| 6     | Louise McPaul          | Australien          | 58,00 m    | 59,24 m    | 60,56 m    | 60,56 m |
| 7     | Dulce García           | Kuba                | 60,44 m    | x          | 57,02 m    | 60,44 m |
| 8     | Xu Demei               | Volksrepublik China | x          | x          | 59,98 m    | 59,98 m |
| 9     | Kirsten Smith          | Neuseeland          | x          | 53,82 m    | 59,34 m    | 59,34 m |
| 10    | Iryna Kostjutschenkowa | EUN                 | x          | 57,96 m    | x          | 57,96 m |
| 11    | Anna Verouli           | Griechenland        | 55,82 m    | 56,96 m    | 56,60 m    | 56,96 m |
| 12    | Vijitha Amerasekera    | Sri Lanka           | x          | 48,00 m    | 44,70 m    | 48,00 m |
| NM    | Päivi Alafrantti       | Finnland            | x          | x          | x          | ogV     |

### Gruppe B
19:30 Uhr
| Platz | Name                 | Nation              | 1. Versuch | 2. Versuch | 3. Versuch | Weite   |
| ----- | -------------------- | ------------------- | ---------- | ---------- | ---------- | ------- |
| 1     | Natallja Schykalenka | EUN                 | 67,36 m    | –          | –          | 67,36 m |
| 2     | Karen Forkel         | Deutschland         | 62,28 m    | 61,48 m    | 65,44 m    | 65,44 m |
| 3     | Silke Renk           | Deutschland         | 65,38 m    | –          | –          | 65,38 m |
| 4     | Heli Rantanen        | Finnland            | 63,98 m    | –          | x          | 63,98 m |
| 5     | Jelena Sweschenzewa  | Kuba                | 62,82 m    | –          | –          | 62,82 m |
| 6     | Isel López           | Kuba                | x          | x          | 60,42 m    | 60,42 m |
| 7     | Ha Xiaoyan           | Volksrepublik China | 59,70 m    | 56,58 m    | 58,38 m    | 59,70 m |
| 8     | Antoaneta Selenska   | Bulgarien           | 59,40 m    | 57,86 m    | 57,78 m    | 59,40 m |
| 9     | Teresė Nekrošaitė    | Litauen             | 58,28 m    | x          | x          | 58,28 m |
| 10    | Genowefa Patla       | Polen               | x          | 55,14 m    | 58,18 m    | 58,18 m |
| 11    | Lee Young-sun        | Südkorea            | 55,10 m    | x          | 54,54 m    | 55,10 m |
| 12    | Paula Berry          | USA                 | 48,70 m    | x          | 49,00 m    | 49,00 m |

## Finale

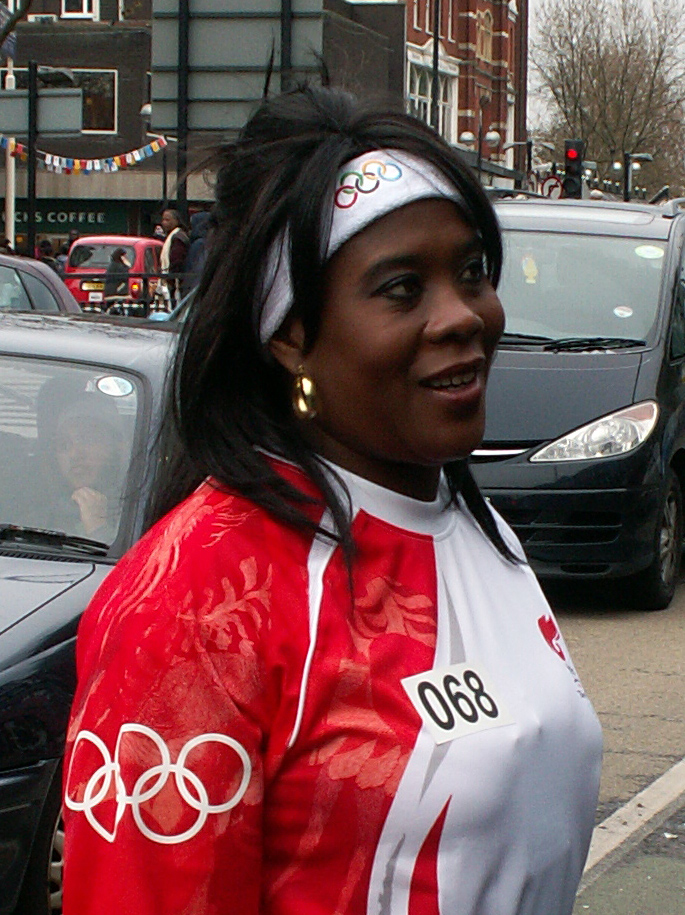
Tessa Sanderson, Olympiasiegerin von 1984, belegte Rang vier

Datum: 1. August 1992, 19:20 Uhr
| Platz | Name                 | Nation         | 1. Versuch | 2. Versuch | 3. Versuch | 4. Versuch                                  | 5. Versuch                                  | 6. Versuch                                  | Endresultat |
| ----- | -------------------- | -------------- | ---------- | ---------- | ---------- | ------------------------------------------- | ------------------------------------------- | ------------------------------------------- | ----------- |
| 1     | Silke Renk           | Deutschland    | 67,24 m    | 62,08 m    | 65,34 m    | 65,62 m                                     | 65,62 m                                     | 68,34 m                                     | 68,34 m     |
| 2     | Natallja Schykalenka | EUN            | 68,26 m    | 67,42 m    | x          | x                                           | x                                           | x                                           | 68,26 m     |
| 3     | Karen Forkel         | Deutschland    | 65,02 m    | x          | 62,76 m    | 65,84 m                                     | 66,86 m                                     | 66,80 m                                     | 66,86 m     |
| 4     | Tessa Sanderson      | Großbritannien | 63,58 m    | x          | 62,60 m    | x                                           | x                                           | 59,80 m                                     | 63,58 m     |
| 5     | Trine Hattestad      | Norwegen       | 59,52 m    | 58,52 m    | 63,54 m    | x                                           | 59,70 m                                     | x                                           | 63,54 m     |
| 6     | Heli Rantanen        | Finnland       | 62,34 m    | 59,62 m    | x          | 58,02 m                                     | 61,36 m                                     | 58,76 m                                     | 62,34 m     |
| 7     | Petra Meier          | Deutschland    | x          | 58,36 m    | 58,34 m    | x                                           | 57,54 m                                     | 59,02 m                                     | 59,02 m     |
| 8     | Dulce García         | Kuba           | 54,56 m    | 58,00 m    | 58,26 m    | x                                           | x                                           | x                                           | 58,26 m     |
|       |                      |                |            |            |            |                                             |                                             |                                             |             |
| 9     | Jelena Sweschenzewa  | EUN            | 56,50 m    | 57,32 m    | 53,82 m    | nicht im Finale der besten acht Werferinnen | nicht im Finale der besten acht Werferinnen | nicht im Finale der besten acht Werferinnen | 57,32 m     |
| 10    | Kinga Zsigmond       | Ungarn         | 56,54 m    | 54,78 m    | 55,16 m    | nicht im Finale der besten acht Werferinnen | nicht im Finale der besten acht Werferinnen | nicht im Finale der besten acht Werferinnen | 56,54 m     |
| 11    | Louise McPaul        | Australien     | 54,92 m    | 56,00 m    | x          | nicht im Finale der besten acht Werferinnen | nicht im Finale der besten acht Werferinnen | nicht im Finale der besten acht Werferinnen | 56,00 m     |
| 12    | Donna Mayhew         | USA            | x          | 55,68 m    | 54,36 m    | nicht im Finale der besten acht Werferinnen | nicht im Finale der besten acht Werferinnen | nicht im Finale der besten acht Werferinnen | 55,68 m     |

Für das Finale hatten sich zwölf Athletinnen qualifiziert, fünf von ihnen über die geforderte Qualifikationsweite, die anderen sieben über ihre Platzierungen. Alle drei deutschen Teilnehmerinnen und zwei aus dem Vereinten Team waren im Finale dabei, darüber hinaus jeweils eine Teilnehmerin aus Australien, Finnland, Kuba, Norwegen, Ungarn den USA und dem Großbritannien.
Die Olympiasiegerin von 1988 und einzige 80-Meter-Werferin der Welt Petra Meier war in den späten 1980er Jahren unter ihrem Namen Petra Felke die dominierende Speerwerferin. Doch zu Beginn des nächsten Jahrzehnts kamen andere Athletinnen auf. So wurde die Finnin Päivi Alafrantti 1990 Europameisterin – Meier hier auf Rang drei. Auch bei den Weltmeisterschaften 1991 musste Meier mit dem zweiten Platz zufrieden sein, diesmal hinter der Chinesin Xu Demei. Sowohl Xu als auch Alafrantti waren hier in Barcelona jedoch in der Qualifikation gescheitert. Zu den Favoritinnen gehörten jetzt die für das Vereinte Team startende Belarussin Natallja Schykalenka, die norwegische WM-Fünfte Trine Hattestad, die WM-Dritte Silke Renk aus Deutschland, die deutsche Vizeeuropameisterin Karen Forkel und auch Petra Meier.
Im Finale übernahm Schykalenka in der ersten Runde mit 68,26 m die Führung. Hinter ihr lag mit 67,24 m Renk, dahinter Forkel. In den nächsten Versuchsfolgen tat sich erstmal nichts im Klassement. Meier setzte sich nach einem anfänglichen Fehlversuch auf Rang sieben. Forkel erreichte im fünften Versuch ihre Bestweite mit 66,86 m, das reichte jedoch nicht, um ihre Platzierung zu verbessern. Schykalenka gelangen nach der zweiten Runde keine gültigen Versuche mehr. Die Entscheidung fiel im letzten Durchgang. Silke Renk zog mit 68,34 m an allen Konkurrentinnen vorbei und wurde Olympiasiegerin. Natallja Schykalenka und Petra Forkel blieben auf dem Silber- bzw. Bronzerang vor der Britin Tessa Sanderson und Trine Hattestad.
Silke Renk gewann die fünfte Goldmedaille für Deutschland in dieser Disziplin – drei Siege durch DDR-Athletinnen und zwei durch Sportlerinnen einer gesamtdeutschen Mannschaft.

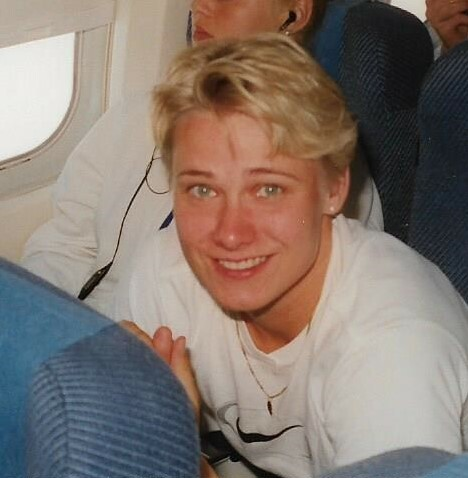
Heli Rantanen kam auf den sechsten Platz
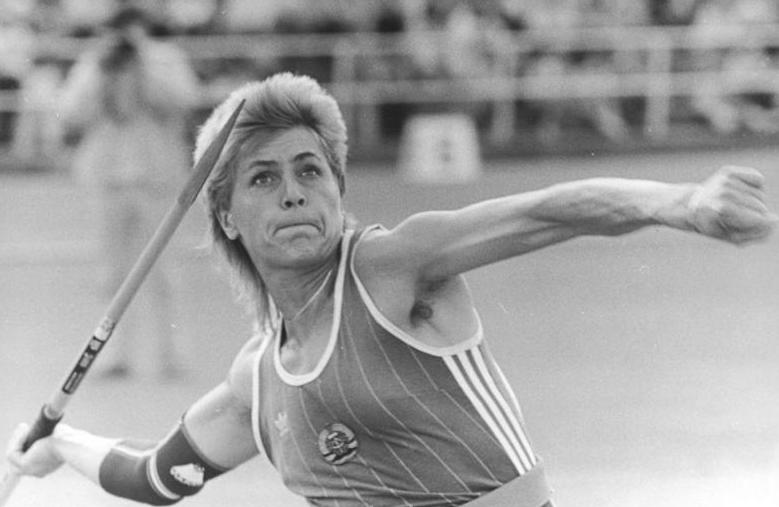
Die Olympiasiegerin von 1988 – damals als Petra Felke – und Weltrekordinhaberin Petra Meier erreichte Platz sieben

## Videolinks
- 1992 Olympic's ~ Women's Javelin winner, youtube.com, abgerufen am 1. Januar 2022
- 3832 Olympic Track & Field 1992 Javelin Women Silke Renk, youtube.com, abgerufen am 1. Januar 2022
- 3836 Olympic Track & Field 1992 Javelin Women Petra Meier, youtube.com, abgerufen am 1. Januar 2022